# 孕体
孕体（conceptus）是胚胎本身及其附件、胎膜、胎盘的胚胎部分、胎水和脐带的统称，亦即在受精和分娩之间任何时间点的受孕产物。
孕体包括从合子发育而来的所有结构，含胚胎（embryonic）和胚外（extraembryonic）组织。其相关的膜囊有：羊膜、绒毛膜、卵黄囊和尿囊。